# Lydia Morant
Lydia Morant Varó (Gandía, 22 de noviembre de 1990) es una deportista española que compite en natación. Es especialista en pruebas de espalda y crol. 
Sus comienzos fueron en la piscina municipal de Gandía. A los 7 años ingresó en el Club Natación i Esports Gandía, donde militó durante 9 temporadas, tras las cuales ha estado 2 temporadas en el Elche Club Natación. En la temporada 2009/10 cambia de club al Club Valenciano de Natación.
A los 11 años obtuvo una beca de la Generalitat Valenciana para el programa de tecnificación deportiva en Cheste, donde estuvo 4 cursos compaginando sus estudios con la natación. En el curso 2006/07 obtuvo el premio extraordinario académico-deportivo de los Planes de especialización deportiva. Con 15 años, la Federación de Natación de la Comunidad Valenciana (FNCV) la beca en el Centro de Tecnificación de la Petxina de Valencia en el que su entrenador, Carlos Carnero Suárez, ha sabido sacar todo su potencial.
Su especialidad es el estilo de espalda y el crol, en la media distancia (200 m y 400 m). En junio de 2008 consiguió la mínima para Juegos Olímpicos de Pekín 2008 celebrados en agosto, siendo la atleta más joven de la expedición española. Concluyó en la 25ª posición en las series eliminatorias de los 200 metros espalda con una marca de 2:13,87.
Después de 3 años de permanencia en el C.T. La Petxina, en la temporada 2009/10 cambia de centro de entrenamiento al C.A.R. Joaquín Blume de Madrid, con Jordi Murio i Fisa
El 29 de noviembre de 2009 conseguía, durante la disputa del LII Campeonato de España de Invierno en Castellón, su primer récord nacional absoluto al batir en más de dos segundos el récord de 200 metros espalda (piscina de 25 metros) en posesión de Duane da Rocha, dejándolo en 2:04,30.
Actualmente compite por el club natación Sabadell